# Ithaca, Michigan
Ithaca este o localitate, municipalitate și sediul comitatului Gratiot, statul Michigan, Statele Unite ale Americii.